# نطاق
نطاق یا زتا شکارچی در نامگذاری بایر ستاره‌ای در صورت فلکی شکارچی است. این ستاره که یک ستارهٔ چندتایی و نیز یک ابرغول است، حدود ۸۰۰ سال نوری با سامانه خورشیدی فاصله دارد.